# Chiến tranh hai đô
Chiến tranh hai đô (tiếng Trung giản thể: 两都之战; tiếng Trung phồn thể: 兩都之戰, hay 天历之变, biến cố Thiên Lý) là một cuộc nội chiến xảy ra vào năm 1328 dưới thời nhà Nguyên trong lịch sử Trung Quốc. Đó là cuộc chiến nối tiếp nhau giữa các lực lượng thuộc phe phục hồi ở kinh đô Khanbaliq (Đại Đô, Bắc Kinh ngày nay) và các lực lượng thuộc phe trung thành đóng tại kinh đô mùa hè Thượng Đô (Chính Lam, Nội Mông ngày nay) sau cái chết của Nguyên Thái Định Đế ở Thượng Đô. Cuộc đụng độ giữa hai phe đối lập này là sự kế thừa đẫm máu và tàn khốc nhất trong lịch sử triều Nguyên, dẫn đến sự suy vong của triều đại này trong 40 năm tồn tại cuối cùng trên lãnh thổ Trung Quốc. Cuộc chiến hai kinh đô ít có ảnh hưởng từ ý thức hệ, mà chủ yếu là một cuộc đấu tranh để thúc đẩy lợi ích gia đình cá nhân thông qua các liên minh chính trị và sức mạnh quân sự. Cuộc chiến đã kết thúc với chiến thắng cho phe Khanbaliq, nhưng phải mất vài năm để tàn dư cuối cùng của phe Thượng Đô bỏ cuộc.

## Bối cảnh
Năm 1323, khi Nguyên Anh Tông bị Thiết Thất và Đảo Thích Sa ám sát, bọn họ đã chào đón Nguyên Thái Định Đế làm người cai trị mới. Tuy nhiên, cái chết của vua Thái Định tại Thượng Đô năm năm sau đó vào tháng 8 năm 1328 đã tạo cơ hội cho hậu duệ của vị vua quá cố Nguyên Vũ Tông nổi dậy giành chính quyền. Người thừa kế được chỉ định là con trai của Thái Định Đế, A Tốc Cát Bát, sẽ được phò tá bởi quyền thần người Hồi giáo có thế lực và là trợ lý yêu thích của Thái Định Đế, Đảo Thích Sa (Dawlat Shah), tại cung điện mùa hè ở Thượng Đô vào tháng tới.
Tuy nhiên, tại kinh đô chính của Khanbaliq, hành động táo bạo đã được thực hiện để khôi phục ngai vàng cho các con trai của Vũ Tông, hoặc Hòa Thế Lạt (cha đẻ của vua cuối cùng của nhà Nguyên Nguyên Huệ Tông) hoặc Đồ Thiếp Mộc Nhi (người đang sống ở miền Nam Trung Quốc). Nhưng điều đó chủ yếu là do sự khéo léo chính trị của Yên Thiếp Mộc Nhi, người có gia đình Qipchaq đạt quyền lực lên đến đỉnh cao dưới thời Vũ Tông. Ông ta kích hoạt một âm mưu ở thủ đô Khanbaliq để lật đổ triều đình tại Thượng Đô. Ông và các tùy tùng của ông được hưởng những lợi thế kinh tế và địa lý to lớn so với những người trung thành với vua Thái Định. Đồ Thiếp Mộc Nhi đã được Yên Thiếp Mộc Nhi triệu đến Khanbaliq để làm vua do người anh trai có ảnh hưởng hơn của ông, Hòa Thế Lạt, đang sống ở vùng Trung Á xa xôi vào thời điểm đó. Ông đã được thiết lập làm người cai trị mới ở Khanbaliq vào tháng 9, cùng với lúc A Tốc Cát Bát kế vị ngai vàng ở Thượng Đô. Không phải ai tham gia cuộc binh biến này cũng có mối quan hệ thân thiết như gia đình của Yên Thiếp Mộc Nhi với gia đình Vũ Tông. Những người thuộc phe phục hồi dưới trướng Yên Thiếp Mộc Nhi vốn có nguồn nhân lực và vật chất phong phú ở khu vực Trung Nguyên), bao gồm các tỉnh Hồ Nam, Chiết Giang, Giang Tây và Hồ Quảng trong khi những người thuộc phe trung thành tại Thượng Đô chỉ có sự hỗ trợ của Linh Bắc, Liêu Đông, Thiểm Tây, Tứ Xuyên và Vân Nam, tất cả đều là những vùng ngoại vi về mặt địa lý. Ngoài ra, các hoàng tử Mông Cổ và các quan lại cấp cao của Mông Cổ có trụ sở tại Mãn Châu và miền đông Mông Cổ đã chiến đấu trên cả hai mặt của cuộc nội chiến này.

## Diễn biến và kết quả
Khi bắt đầu cuộc chiến tranh, lực lượng của A Tốc Cát Bát đã xuyên phá Vạn Lý Trường Thành ở một số điểm và xâm nhập đến tận vùng ngoại ô của Khanbaliq. Yên Thiếp Mộc Nhi, tuy nhiên, đã nhanh chóng thay đổi tình thế. Những người theo phe phục hồi từ Mãn Châu và miền đông Mông Cổ đã phát động một cuộc tấn công bất ngờ vào những phe trung thành. Quân đội của họ dưới sự chỉ huy của Bukha Temur và Mitchug Temur, hậu duệ của anh em Thành Cát Tư Hãn, đã bao vây Thượng Đô vào ngày 14 tháng 11 năm 1328, tại thời điểm hầu hết những người theo phe trung thành còn đang tham gia vào mặt trận Vạn Lý Trường Thành. Những người thuộc phe trung thành ở Thượng Đô đã đầu hàng vào ngày hôm sau, và Đảo Thích Sa và hầu hết những thành viên phe trung thành hàng đầu đã bị bắt làm tù binh và sau đó bị xử tử. A Tốc Cát Bát đã được báo cáo là mất tích. Với sự đầu hàng của phe Thượng Đô, con đường khôi phục lại phả hệ của Nguyên Vũ Tông đã trở nên rõ ràng.
Tuy nhiên, tàn dư của phe trung thành ở những nơi khác tiếp tục chiến đấu lâu hơn nữa. Thật vậy, lực lượng phe trung thành ở Sơn Tây đã không đầu hàng cho đến tháng 12 năm 1328 và các đối tác của họ ở Tứ Xuyên đã đầu hàng chỉ trong tháng tiếp theo. Vào đầu năm 1330, có một cuộc nổi loạn ở Vân Nam, nơi hoàng tử Tugel tuyên bố li khai triều đình và ủng hộ phe trung thành. Quân triều đình đã được gửi để đàn áp ông ta. Với sự hỗ trợ của các bộ lạc thổ dân của tỉnh, như Lolos và các bộ lạc người Miêu khác ở biên giới Vân Nam, Tugel đã kháng cự thành công trước quân đội đế quốc. Quân đội nhà Nguyên dưới sự chỉ huy của Temur Buka đã bị đánh bại, buộc triều đình phải gửi thêm binh lực đến để tiếp viện. Vào thời điểm đó, Hoàng tử Yuntu Temur được lệnh rút 20.000 binh lính khỏi các tỉnh Chiết Giang, Giang Tây và Hà Nam, Giang Bắc, và dẫn quân từ Hồ Quảng tới Vân Nam chi viện cho Temur Buka.  Những tàn dư cuối cùng của phe trung thành đã không từ bỏ sự nghiệp của họ cho đến năm 1332.

## Hậu quả
Cuộc chiến tranh hai đô thời Nguyên được xem là một trong những cuộc chiến tranh giành ngai vàng tàn khốc nhất trong lịch sử Trung Quốc. Không giống như những cuộc binh biến giành ngôi vua bình thường khác, đây là một cuộc nội chiến với quy mô lớn giữa hai phe đối lập và vẫn tiếp tục diễn ra ở nhiều khu vực trên toàn quốc ngay cả khi Nguyên Văn Tông đã tuyên bố chiến thắng và chính thức đăng cơ. Cuộc nội loạn này trên thực tế đã kéo dài ròng rã suốt 4 năm dù các thế lực phản triều đình chỉ còn xuất hiện phân tán trong 3 năm cuối cùng và hoàn toàn chấm dứt vào năm 1332, năm cuối của triều đại Văn Tông. Tuy các cuộc nổi loạn đã bị dập tắt nhưng những chi phí gia tăng từ những cuộc chiến chống lại những người trung thành của Thái Định đế và đàn áp các cuộc nổi dậy của các dân tộc thiểu số đã hao hụt rất nhiều quốc khố của triều đình. Cuộc nội chiến hai đô cũng đã đánh dấu sự suy tàn của đế quốc Đại Nguyên, dẫn đến sự chống đối của người Trung Quốc với ách thống trị của đế quốc Mông Cổ tăng lên. Các cuộc nổi dậy của người Hán diễn ra nhiều hơn sau đó, đặc biệt trở nên mạnh mẽ dưới thời Nguyên Huệ Tông với tiêu biểu là cuộc khởi nghĩa Khăn Đỏ, cho đến khi nhà Nguyên mất quyền cai trị Trung Quốc đại lục khoảng 40 năm sau (1368).